# Swertia oxyphylla
Swertia oxyphylla är en gentianaväxtart som först beskrevs av Friedrich Anton Wilhelm Miquel, och fick sitt nu gällande namn av Jacob Gijsbert Boerlage. Swertia oxyphylla ingår i släktet Swertia och familjen gentianaväxter. Utöver nominatformen finns också underarten S. o. parvula.